# Witooghoningeter
De witooghoningeter (Phylidonyris novaehollandiae) is een zangvogel uit de familie Meliphagidae (honingeters).

## Verspreiding en leefgebied
Deze soort is endemisch in Australië en telt vijf ondersoorten:
- P. n. novaehollandiae: zuidoostelijk en het zuidelijke deel van Centraal-Australië.
- P. n. caudatus: de eilanden in Straat Bass.
- P. n. canescens: Tasmanië, zuidoostelijk Australië.
- P. n. campbelli: Kangaroo Island (nabij zuidelijk Australië).
- P. n. longirostris: zuidwestelijk Australië.

## Status
De grootte van de populatie is niet gekwantificeerd maar de soort wordt omschreven als plaatselijk algemeen. Op de Rode lijst van de IUCN heeft deze soort de status niet bedreigd.